# 透明少女エア
『透明少女エア』（とうめいしょうじょエア）は、1998年2月22日（21日深夜）から同年3月29日（28日深夜）にかけてテレビ朝日系列のウイークエンドドラマ枠で放送されたテレビドラマ。放送時間帯は日曜（土曜深夜） 1:10 - 1:40。全6話。

## 概要
医大生の涼太は、ある日身体が透明な少女・エアに出会う。彼女は記憶喪失になっており、その上謎の組織に追われていた。涼太はエアを組織の手から守ることにする。
エアは全裸であり、透明なシーンでも視聴者からは見えるような表現になっているため、主演女優である海真澄はほとんどのシーンでヌードを披露している。
また、長坂秀佳が脚本を書いたサウンドノベル『街 〜運命の交差点〜』内で「透明な少女」に関する言及がいくつかある。放映当時、同ゲームの続編においてエアが主人公になる予定があると発表されたが、続編の制作が頓挫したため、これらの言及以上の展開はなされていない。

## キャスト
- エア：海真澄
- 春日井涼太：堀江慶
- 桂今日子：仲間由紀恵
- お巡りさん：村木仁
- 縺沢鈴太郎：松本一郎
- 鳥羽あけ美：来栖あつこ
- 椎名ゆう子：井手史保子
- 北原れい香：平林真由子
- 黒服の男：高野拳磁、田辺昌、ザ・モンゴルマン

## スタッフ
- 原作：長坂秀佳
- 脚本：長坂秀佳、岩片烈（第3話）、吉田玲子（第4,5話）
- 脚本協力：浅野有生子（最終話）
- 演出：長坂秀佳（第1,2話）、中嶋豪（第3-最終話）
- 音楽：桜庭統
- プロデューサー：五十嵐文郎、中嶋豪、加納譲治
- 美術協力：テレビ朝日クリエイト
- 制作協力：テイクシステムズ
- 制作著作：テレビ朝日

## 主題歌
- 「I'm here」（歌:Groovy Boyfriends）

## サブタイトル
- 第1話 - はじめてのクランケ
- 第2話 - きみだけのドクター
- 第3話 - ふたりだけのオペレーション
- 第4話 - 失恋のカルテ
- 第5話 - 恋の集中治療室（I.C.U）
- 第6話 - ラスト・ダンス